# Mycotribulus mirabilis
Mycotribulus mirabilis är en svampart som beskrevs av Nag Raj & W.B. Kendr. 1970. Mycotribulus mirabilis ingår i släktet Mycotribulus, divisionen sporsäcksvampar och riket svampar.   Inga underarter finns listade i Catalogue of Life.